# Parc national Llanos de Challe
Pour les articles homonymes, voir Llanos (homonymie) et Challe.
Le parc national Llanos de Challe est un parc national situé dans la région d'Atacama au Chili. Créé en 1994 par le décret suprême n°946 par le ministère des biens nationaux dans le but de protéger la bio-diversité du désert côtier de Huasco. Le parc est administré par la Corporación Nacional Forestal (CONAF).

## Flore
L'espèce de plante Leontochir ovallei Phil. est particulièrement protégée à l'intérieur du parc du fait de son statut « vulnérable ». Elle appartient à la famille des Alstroemeriaceae et est emblématique du parc où on la nomme « garra de león » que l'on peut traduire par « griffe du lion ».